# Sándor Kőrösi Csoma
Sándor Csoma de Kőrös (ˈʃaːndor ˈkøːrøʃi ˈtʃoma) (Kőrös, 27 marzo 1784 – Darjeeling, 11 aprile 1842) è stato un filologo, linguista e orientalista ungherese. Fu autore del primo dizionario tibetano-inglese.

## Biografia

### I primi anni in Transilvania
Csoma de Kőrös nacque nel 1784 (stando ad un registro parrocchiale sarebbe stato battezzato il 4 aprile 1784, ma secondo alcuni autori potrebbe essere nato nel 1787 o 1788) in una povera famiglia sicula, sesto figlio di András Csoma e di sua moglie, Krisztina Getse. Il suo nome in ungherese è Kőrösi Csoma Sándor dove Kőrösi significa "di Koros" (come un praedicatum di nobiltà). Suo padre fu parte delle guardie di frontiera sicule. I suoi primi studi li fece alla scuola del villaggio. Nel 1799, si recò a Nagyenyed (oggi Aiud) per iscriversi al Bethlen Kollégium. L'istruzione era garantita gratuita in cambio del lavoro manuale. Qui fu influenzato da un professore chiamato Samuel Hegedüs. Lasciò l'istituto nel 1807 e continuò gli studi universitari, mostrando un particolare interesse per la storia, grazie al professor Ádám Herepei. Nel 1815 superò il rigorosum presso il Bethlen Kollégium. Una borsa di studio gli permise di proseguire gli studi a Gottinga, dove cominciò ad imparare l'inglese con il professor Fiorillo. Csoma de Kőrös fu influenzato in questi anni dal professor Johann Gottfried Eichhorn, teologo ed orientalista.

### Studi a Gottinga

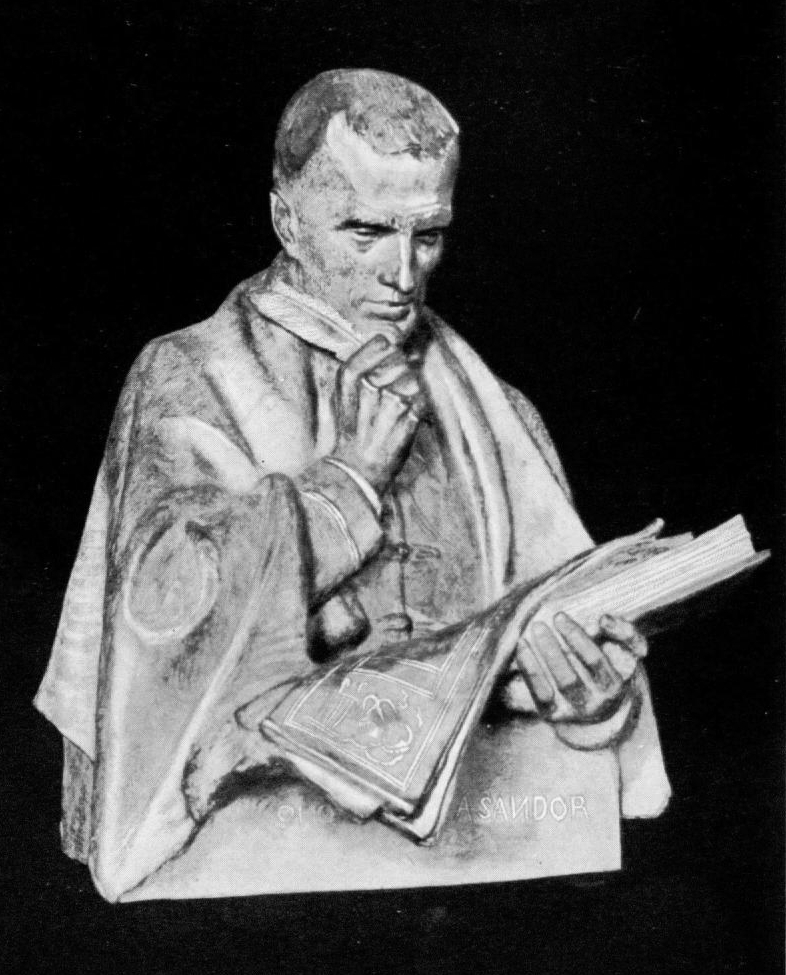
Busto di Csoma all'Accademia ungherese di scienze all'Asiatic Society di Calcutta

Tra il 1816 e il 1818 studiò lingue orientali. A Gottinga, imparò a leggere in 13 lingue tra cui latino, greco, ebraico, francese, tedesco e romeno, oltre alla lingua ungherese. Nei suoi anni a Calcutta studiò il bengali, il marathi e il sanscrito. Tornò in Transilvania nel 1818. Il 7 febbraio 1819, Csoma incontrò Hegedűs e lo informò della sua intenzione di imparare le lingue slave in Croazia. Giunse a piedi a Zagabria e trascorse qui alcuni mesi. Ricevette cento fiorini da Michael de Kenderessy come contributo per il suo viaggio.

### Verso est
Il viaggio che Csoma intraprese dopo aver lasciato la Croazia viene ricostruito principalmente da una lettera che egli scrisse presentandosi al capitano britannico Kennedy che lo arrestò all'entrata di Sabathu perché sospettato di essere una spia. Csoma non domandò il passaporto imperiale e ottenne un passaporto ungherese al Nagy Enyed per visitare Bucarest. Quindi, andò in Romania (allora chiamata Valacchia) alla fine di novembre del 1819. Cercò di andare a Costantinopoli, ma non trovando il mezzo lasciò Bucarest il 1º gennaio 1820 e si recò a Sofia per poi arrivare a Filippopoli cinque giorni dopo.

### Medio Oriente e Asia Centrale

Il viaggio di Csoma

Csoma arrivò a Adrianopoli, con l'intenzione di andare a Costantinopoli, ma fu costretto da un focolaio di peste a trasferirsi a Enos. Lasciò Enos il 7 febbraio 1820 e raggiunse Alessandria su una nave greca. Raggiunse la città nordafricana l'ultimo giorno del mese di febbraio, ma dovette ripartire subito a causa di un'epidemia di peste. Si imbarcò con una nave siriana per Larnaca a Cipro e poi prese un'altra nave per Tripoli e Laodicea. Da qui viaggiò a piedi e raggiunse Aleppo il 13 aprile. Lasciò l'area il 19 maggio, unendosi a varie carovane e attraversando il fiume che attraversa Urfa, Mardin e Mosul in zattera, per arrivare a Baghdad il 22 luglio. Scrisse al signor Rich, residente britannico chiedendo aiuto per i suoi viaggi. Lasciò Bagdad il 4 settembre e viaggiò con una carovana attraverso Kermanshah e Hamadan per raggiungere Teheran il 14 ottobre 1820. Cercò aiuto da Henry Willock il quale rese possibile la sua permanenza per circa quattro mesi. Lasciò Teheran il 1º marzo 1821, lasciando il passaporto e le carte. Raggiunse Bukhara il 18 novembre. Inizialmente era destinato a trascorrere l'inverno a Bukhara, ma temendo l'esercito russo lasciò la città dopo cinque giorni e si unì a una carovana che attraversò Balk, Kulm e Bamian per raggiungere Kabul il 6 gennaio 1822. Lasciò Kabul il 19 gennaio e si diresse verso Peshawar. Il 26 gennaio incontrò due ufficiali francesi a Daka, i signori Allard e Ventura, che lo raggiunsero a Lahore. Arrivato a Lahore il 11 marzo e lasciatala il 23 passando per Amritsar e Jammu raggiunse il Kashmir il 17 aprile. In seguito, arrivò a Leh il 9 giugno. Trovando la strada troppo rischiosa, decise di tornare a Lahore e sulla strada per il Kashmir, il 16 luglio 1822 incontrò William Moorcroft, il famoso esploratore inglese. Decise di rimanere con Moorcroft e lo seguì a Leh. Qui Moorcroft fece conoscere Csoma a George Trebeck, il quale gli prestò una copia dell'Alphabetum Tibetanum di Agostino Antonio Giorgi. Fu d'aiuto a Moorcroft nel tradurre una lettera russa scritta in latino del conte Nesselrode Petersburgh del 17 gennaio 1820 indirizzata al Ranjeet Singh. Successivamente tornò, assieme a Trebeck, a Srinagar il 26 novembre. Rimase qui per cinque mesi e sei giorni durante i quali ebbe un particolare interesse per la lingua tibetana.

### A Ladakh
Moorcroft cercò di ottenere sostegno per Csoma, scrivendo al funzionario capo a Leh e al Lama del Yangla nello Zanskar. Csoma lasciò Kashmir il 2 maggio 1823 e raggiunse Leh il 1º giugno 1823. Da qui si recò a Yangla il 9 e rimase nello Zanskar dal 20 giugno al 22 ottobre 1824. Verso l'inverno decise di trasferirsi a Kullu, raggiungendo Subathu il 26 novembre. Qui fu arrestato dal capitano Kennedy, il quale sospettava che fosse una spia. La posizione di Csoma fu chiarita dallo stesso Moorcroft e fu così scagionato da ogni sospetto. Il 6 giugno 1825, lasciò Subathu e raggiunse Pukdal o Pukhtar in Zanskar. Tornò a Subathu solo il 17 gennaio 1827. Al suo ritorno a Subathu, il capitano Kennedy scrisse a Horace Hayman Wilson dell'Asiatic Society del Bengala.
Durante il periodo di Csoma nello Zanskar (fu il primo europeo a visitare la valle), fu immerso nello studio intenso della lingua tibetana e del buddismo indo-tibetano. Fu uno dei primi europei a padroneggiare la lingua tibetana e lesse due grandi enciclopedie della letteratura indo-tibetano buddista, il Kangyur (100 volumi) e il Tengyur (224 volumi) che conteneva le traduzioni di libri buddisti portati dall'India. Da maggio 1827 a ottobre 1830 risiedette a Kanum in Alto Bashahr dove studiò la collezione di manoscritti tibetani che aveva collezionato a Ladakh. In seguito si trasferì a Calcutta per la pubblicazione dei suoi scritti e del suo dizionario.

### A Calcutta e Darjeeling

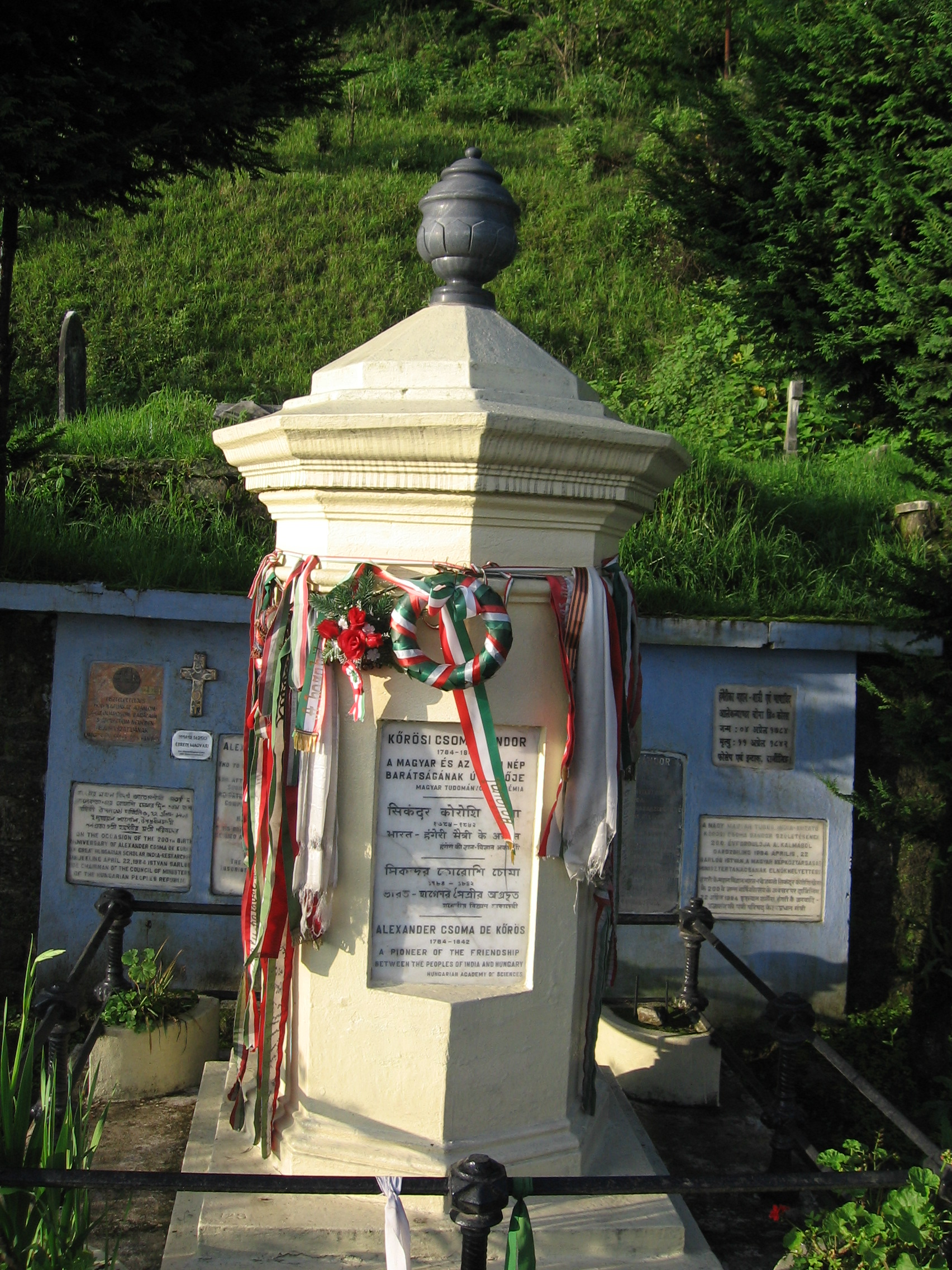
Monumento alla memoria a Darjeeling

Nel 1831 Csoma si unì alla Royal Asiatic Society del Bengala a Calcutta. Nel 1833 fu eletto all'unanimità come membro onorario dell'Asiatic Society. Nel 1834 fu nominato membro onorario della Royal Asiatic Society. Dal 1837 al 1841, lavorò come bibliotecario nella stessa società. Nel 1842 progettò di recarsi a Lhasa, ma prima di concretizzare questo viaggio, contrasse la malaria durante i viaggi nel Terai e morì per la febbre a Darjeeling.

## Eredità culturale e riconoscimenti

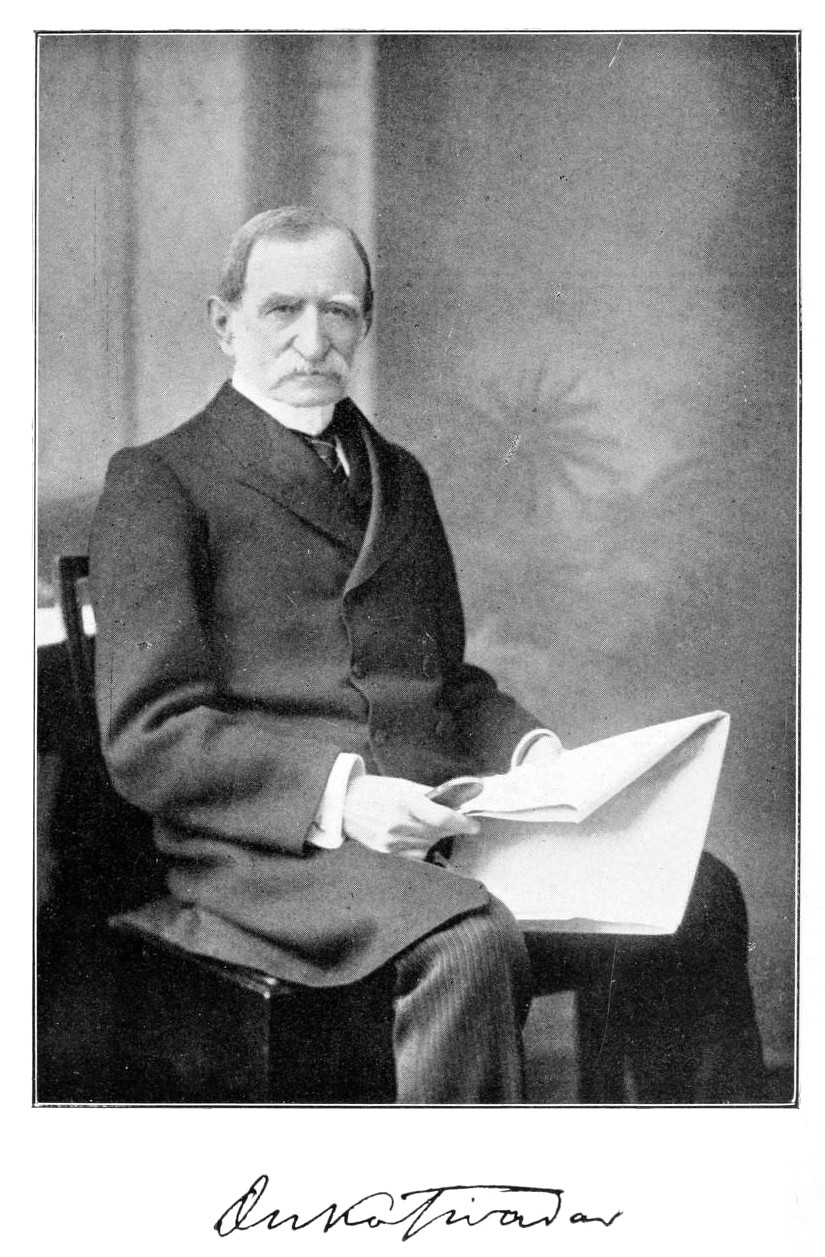
Il biografo di Csoma, Theodore Duka, fu un chirurgo militare di origini magiare che lavorò in India

Sulla tomba di Csoma a Darjeeling fu eretto un monumento commemorativo dall'Asiatic Society del Bengala. Questo monumento fu incluso nella lista dei monumenti di importanza storica gestite dall'Archeological Survey of India (circolo di Calcutta).
Fu dichiarato Bodhisattva (canonizzato come santo buddhista) il 22 febbraio 1933 in Giappone. Una statua raffigurante la sua persona nella posizione del loto fu scolpita dallo scultore ungherese Géza Csorba ed è stata collocata per l'occasione presso il santuario dell'Università buddista di Tokyo. In occasione del 200º anniversario della nascita, nel 1984, il governo ungherese emise un timbro postale raffigurante Csoma e il suo viaggio. Nel 1992 un parco in sua memoria fu aperto a Tar e inaugurato dal Dalai Lama.

## Opere
- Essay towards a Dictionary, Tibetan and English. Prepared, with assistance of Bandé Sangs-rgyas Phuntshogs ... by Alexander Csoma de Kőrös, etc., Calcutta, Baptist Mission Press, 1834.
- Essay towards a Dictionary, Tibetan and English, Budapest, Akadémiai Kiadó, 1984.
- A Grammar of the Tibetan Language in English. Prepared under the patronage of the Government and the auspices of the Asiatic Society of Bengal., Calcutta, Baptist Mission Press, 1834.
- Grammar of the Tibetan Language, Budapest, Akadémiai Kiadó, 1984.
- Sanskrit-Tibetan-English Vocabulary: being an edition and translation of the Mahāvyutpatti, Budapest, Akadémiai Kiadó, 1984.
- Collected works of Alexander Csoma de Körös, Budapest, Akadémiai Kiadó, 1984.